# 함마디 아흐메드
함마디 아흐메드 압둘라 알다이야(아랍어: حمادي احمد عبدالله الدعية, 1989년 10월 18일 ~ )는 이라크의 축구 선수로 포지션은 공격수이며 현재 이라크 프리미어리그의 알쿠와 알자위야에서 활약하고 있다.